# Frizon (festival)

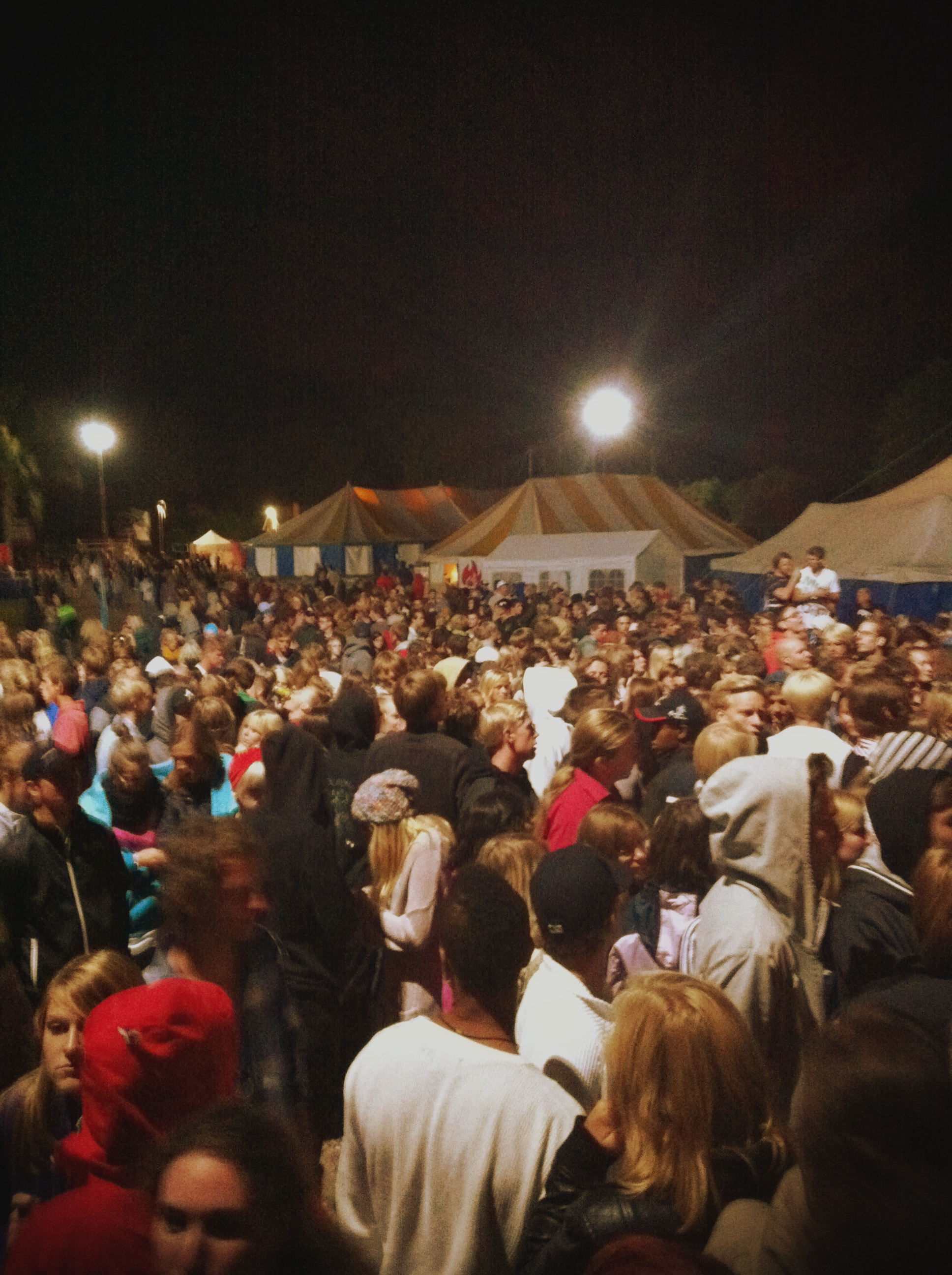
Folkmassa, Frizon 2011.

Frizon var en festival med kristen prägel, som årligen arrangerades på Torpområdet utanför Kumla. Festivalen, som var drog- och alkoholfri, besöktes av flera tusen personer varje år och var den största av sitt slag i Sverige. Den hade ett varierat utbud av bland annat konserter, gudstjänster, seminarier, panelsamtal, poesi och sport.
Frizon arrangerades ursprungligen av samfundet Evangeliska Frikyrkans ungdomsorganisation EFK Ung. När ungdomsorganisationen lades ner tog Evangeliska Frikyrkan över som huvudarrangör. År 2018 avvecklade samfundets ledning festivalen. Beslutet blev föremål för hård kritik.
Festivalen anordnades för första gången i augusti 1999 som en av EFK Ungs tidigaste satsningar. Festivalen har både hyllats för öppenhet och kritiserats för att vara en provokativ aktör i de frikyrkliga sammanhangen. Frizon och dess arrangör har kritiserats för bokningar av artister utan kristen bakgrund och anklagats för en eventuell politisk vänstervridning av det kristna budskapet.
Frizon beskrevs på sin hemsida som en "festival där kulturella uttryck och kristen tro utmanar och formar varandra".

## Urval av medverkande på Frizon
- Samuel Ljungblahd - Sångare (2005 & 2016)
- Adam Tensta (2013)
- Anberlin (2010 och 2014)
- Benea Reach (2010)
- Blindside (2011)
- Denison Witmer (2009)
- Hansam (2011, 2012, 2013, 2014, 2015 och 2016)
- Jennie Abrahamson (2014)
- Johanna Koljonen (2012)
- Jonathan Johansson (2009)
- Loney Dear (2011 och 2014)
- Looptroop Rockers (2011)
- Maia Hirasawa (2009)
- Marcus Birro - Författare (2011 och 2014)
- The Royal Concept (2014)
- Safemode (2010, 2011 och 2013)
- Svenska Akademien (2005)
- Tomas Andersson Wij (2008 och 2013)
- Woven Hand (2007)
- Syster Sol (2012)
- Vacancy Labour (2011)
- Sabina Dumbas (2016)
- Peg Parnevik (2017)
- Ulrik Munther (2018)
- Bethel Music (2018)